# Bratja Daskałowi
Bratja Daskałowi (bułg. Братя Даскалови) – wieś w środkowej Bułgarii, w obwodzie Stara Zagora. Centrum administracyjne gminy Bratja Daskałowi. Według danych Narodowego Instytutu Statystycznego, 31 grudnia 2011 roku wieś liczyła 695 mieszkańców.

## Historia
Miejscowość Bratja Daskałowi powstała w 1956 roku z połączenia dwóch wsi (Grozdowo i Wojnicite) po obu brzegach rzeki Omurowskiej. Nazwa została nadana na cześć trzech braci Daskałowów, rozstrzelanych za uczestnictwo w komunistycznym powstaniu w 1923 roku.

## Infrastruktura społeczna
We wsi znajduje się kmetstwo, domy kultury Pejczo Minewa, centrum młodzieży, dom opieki społecznej oraz szkoła podstawowa Christo Botewa.